# Saul Kripke
Saul Aaron Kripke (Bay Shore, 13 novembre 1940 – Plainsboro, 15 settembre 2022) è stato un filosofo, logico e matematico statunitense.
Professore emerito presso la Princeton University, insegnò anche al Graduate Center della City University of New York, dove gli è stato intitolato il Saul Kripke Center.
Tra la fine degli anni cinquanta e gli anni sessanta, ha dato contributi decisivi allo sviluppo delle semantiche per le logiche modali, dando una caratterizzazione matematicamente precisa del concetto di mondo possibile. Sulla base dei suoi studi di logica formale, ha sviluppato tesi originali e molto influenti in filosofia del linguaggio, metafisica e filosofia della logica. Queste tesi sono state presentate per la prima volta nel 1970, durante un ciclo di conferenze all'Università di Princeton, e sono poi confluite nel libro Naming and Necessity. Molto influente è stata anche la sua interpretazione della filosofia del linguaggio di Ludwig Wittgenstein, presentata nel libro Wittgenstein on Rules and Private Language.

## Biografia
Saul Aaron Kripke nacque nel novembre 1940, da Dorothy K. Kripke e Myer S. Kripke. La madre era una scrittrice di libri per bambini, mentre il padre era un rabbino.
Di talento precoce, iniziò da autodidatta lo studio dell'ebraico antico all'età di sei anni e già alle scuole elementari studiò i lavori di Cartesio, problemi di algebra e analisi matematica. Nel 1959, ancora adolescente, pubblicò sul Journal of Symbolic Logic una prova di completezza per le logica modale quantificata in cui veniva usata per la prima volta la semantica relazionale detta a mondi possibili. Questo articolo e alcuni altri articoli che scrisse nei primi anni sessanta diedero un impulso fondamentale agli studi matematici della logica modale. Nel 1962, si laureò con lode in matematica presso la Università di Harvard, mentre nel 1963 venne eletto membro della Society of fellows.
Dal 1968 al 1976 insegnò alla Università Rockefeller di New York. In quegli anni tenne due cicli di conferenze di grande impatto nella comunità filosofica: nel 1970 il ciclo di conferenze alla Princeton University, pubblicate con il nome Naming and Necessity, mentre nel 1973, tenne le prestigiose John Locke Lectures all'Università di Oxford, pubblicate con il nome Reference and Existence.
Dal 1976 fino al pensionamento nel 1998 insegnò alla Princeton University, come McCosh Professor of Philosophy. Insignito nel 2001 del Premio Schock per i suoi studi di logica e filosofia, era dal 2003 professore alla Cuny University of New York.
Morì a 81 anni il 15 settembre 2022 a causa di un tumore pancreatico.

## Lavori
Kripke ha dato contributi fondamentali per la filosofia contemporanea. Di particolare importanza sono:
- Le semantiche relazionali per le logiche modali.
- La teoria dei nomi, delle descrizioni definite e dei concetti modali data in Naming and Necessity.
- I contributi in teoria della verità.
- La sua interpretazione della filosofia del linguaggio di Wittgenstein.

### Logica e filosofia del linguaggio
Attivo sin dalla fine degli anni cinquanta con ricerche inerenti alle semantiche per le logiche modali, a lui si deve l'introduzione delle semantiche relazionali (teoria dei mondi possibili) con cui studia gli operatori di «necessità» e «possibilità». Grazie a queste semantiche, Kripke è stato in grado di provare alcuni teoremi di completezza e ha dato nuovo impulso allo studio matematico della modalità.
A partire da questi studi, Kripke ha, in seguito, tratto originali conseguenze filosofiche, che lo hanno portato a sostenere la necessità di ammettere, accanto ai giudizi sintetici a priori, la nozione di «necessità a posteriori». Tali risultati furono resi noti da Kripke in tre conferenze del 1970, poi pubblicate nel 1972 e raccolte nel 1980 in un volume autonomo, Nome e necessità (Naming and Necessity), dedicato al ruolo dei nomi propri nella filosofia del linguaggio. La maggior parte dei suoi lavori non è stata pubblicata ed è nota tramite dattiloscritti e comunicazioni private.
Uno dei principali contributi di Kripke è la tesi della rigidità del riferimento. Esaminando il modo in cui valutiamo il valore di verità degli enunciati controfattuali, emerge una sostanziale differenza fra descrizioni definite, come «l'autore del Capitale», il cui riferimento varia da mondo a mondo (Karl Marx nel mondo attuale, David Ricardo in un qualche altro mondo possibile), e nomi propri o nomi di sostanze naturali, che invece denotano gli stessi oggetti in tutti i mondi. Un'importante conseguenza di questa tesi è la seguente: anche se l'identità fra la sostanza denotata dal termine singolare «acqua» e quella denotata dal termine singolare «H2O» è necessariamente vera (il riferimento dei due termini è lo stesso in tutti i mondi possibili), l'identificazione di H2O con l'acqua è una nozione acquisita «a posteriori», con l'esperienza: contrariamente a una lunga e consolidata tradizione, la nozione metafisica di «necessario» non si accompagna necessariamente alla nozione gnoseologica di «a priori» (e lo stesso vale per la coppia contingente/a posteriori).

## Opere principali
- Riferimento ed esistenza, Bollati Boringhieri, 2021
- Naming and Necessity, Oxford, Basil Blackwell, 1980 (tr.it. Nome e necessità, Torino, Bollati Boringhieri, 1999)
- Wittgenstein on Rules and Private Language, Oxford, Basil Blackwell, 1982 (tr.it. Wittgenstein su regole e linguaggio privato, Torino, Bollati Boringhieri, 2000)
- Philosophical Troublesː Collected Papers, Vol. 1, Oxford University Press, 2011.